# Ki Teitzei
Ki Teitzei, Ki Tetzei, Ki Tetse, Ki Thetze, Ki Tese, Ki Tetzey, o Ki Seitzei (ebraico: כִּי־תֵצֵא — tradotto in italiano: “quando sarai uscito”, incipit di questa parashah) 49ª porzione settimanale della Torah (ebr. פָּרָשָׁה – parashah o anche parsha/parscià) nel ciclo annuale ebraico di letture bibliche dal Pentateuco, sesta nel Libro del Deuteronomio. Rappresenta il passo Deuteronomio 21:10-25:19, che gli ebrei della Diaspora leggono generalmente a fine agosto o ai primi di settembre.
Gli ebrei leggono parte di questa parashah su Amalek, Deuteronomio 25:17–19, anche come lettura maftir conclusiva durante Shabbat Zachor, lo "Shabbat Speciale" subito prima di Purim, che commemora la storia di Ester e la vittoria del popolo ebraico contro Aman ed il suo piano di uccidere gli ebrei, narrata nel Libro di Ester. Ester 3:1 identifica Aman come Agagita e quindi discendente di Amalek. Numeri 24:7 identifica gli Agagiti con gli Amaleciti. Una Midrash racconta che tra la cattura di Re Agag da parte di Saul e la sua uccisione da parte di Samuele, Agag ebbe un figlio, dal quale a sua volta discese Aman.
La parashah espone una serie di leggi generiche, in maggioranza che governano la vita civile e domestica, tra cui le ordinanze in merito prigioniere di guerra, eredità tra i figli di due mogli, i figli ribelli, il cadavere di una persona giustiziata, proprietà rinvenuta, imbattersi in qualcuno in difficoltà, sicurezza dei tetti, miscele vietate, reati a sfondo sessuale, appartenenza ad una congregazione, igiene del campo, schiavi fuggiaschi, prostituzione, usura, voti, spigolatura, sequestro di persona, pignoramento, pronto pagamento dei salari, responsabilità penale vicaria, fustigazione, trattamento degli animali domestici, levirato, pesi e misure, e il ricordo degli Amaleciti.

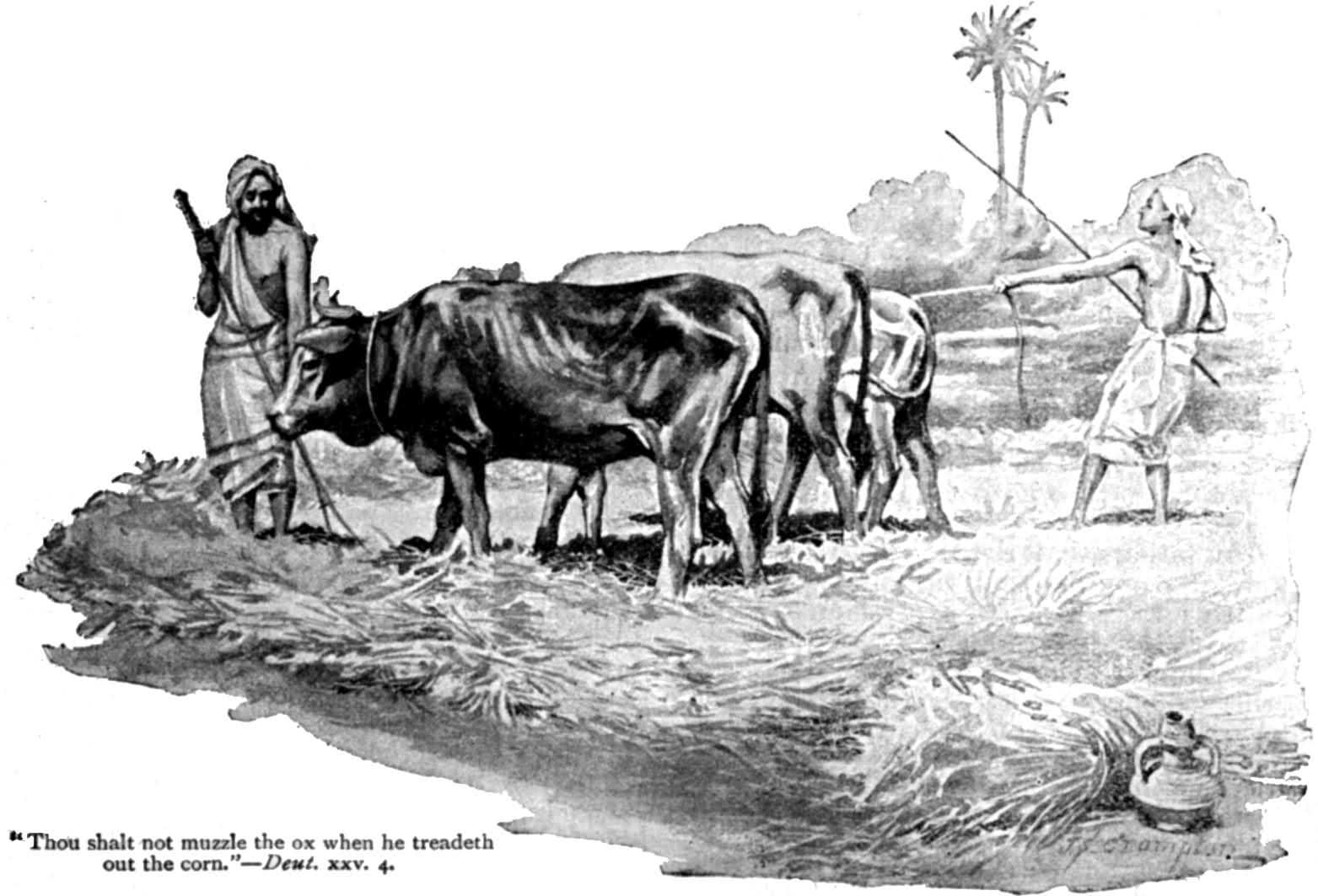
“Non metterai la museruola al bue, mentre sta trebbiando”, (illustrazione di James Shaw Crompton, 1900)

## Haftarah
La haftarah della parashah è Isaia 54:1-10. La haftarah è la quinta nel ciclo di sette haftarot di consolazione dopo Tisha b'Av, che precede Rosh Hashanah.

### Testi
- Testi Masoretici e traduzione JPS 1917, su mechon-mamre.org. URL consultato l'11 marzo 2013 (archiviato dall'url originale il 3 ottobre 2006).
- Parashah cantata, su bible.ort.org. URL consultato l'11 marzo 2013 (archiviato dall'url originale il 14 maggio 2011).
- Parashah letta in ebraico, su mechon-mamre.org.

### Commentari
- Academy for Jewish Religion, New York, su ajrsem.org.
- Aish.com. URL consultato l'11 marzo 2013 (archiviato dall'url originale il 17 marzo 2013).
- American Jewish University, su judaism.ajula.edu (archiviato dall'url originale il 4 marzo 2012).
- Anshe Emes Synagogue, Los Angeles, su anshe.org. URL consultato l'11 marzo 2013 (archiviato dall'url originale il 1º novembre 2012).
- Bar-Ilan University, su biu.ac.il.
- Chabad.org.
- eparsha.com.
- G-dcast, su g-dcast.com. URL consultato l'11 marzo 2013 (archiviato dall'url originale il 20 marzo 2013).
- The Israel Koschitzky Virtual Beit Midrash, su vbm-torah.org. URL consultato l'11 marzo 2013 (archiviato dall'url originale il 3 settembre 2011).
- Jewish Agency for Israel, su jewishagency.org. URL consultato l'11 marzo 2013 (archiviato dall'url originale il 30 settembre 2012).
- Jewish Theological Seminary (XML), su jtsa.edu. URL consultato l'11 marzo 2013 (archiviato dall'url originale l'11 marzo 2013).
- MyJewishLearning.com. URL consultato l'11 marzo 2013 (archiviato dall'url originale l'11 ottobre 2008).
- Ohr Sameach, su ohr.edu.
- Orthodox Union, su ou.org.
- OzTorah, Torah from Australia, su oztorah.com.
- Oz Ve Shalom — Netivot Shalom, su netivot-shalom.org.il. URL consultato l'11 marzo 2013 (archiviato dall'url originale il 24 giugno 2010).
- Pardes from Jerusalem, su pardes.org.il. URL consultato l'11 marzo 2013 (archiviato dall'url originale il 29 marzo 2012).
- Rabbi Shlomo Riskin, su ohrtorahstone.org.il. URL consultato l'11 marzo 2013 (archiviato dall'url originale il 21 agosto 2011).
- Rabbi Shmuel Herzfeld, su rabbishmuel.com. URL consultato l'11 marzo 2013 (archiviato dall'url originale l'11 marzo 2013).
- Tetzey Reconstructionist Judaism, su www4.jrf.org. URL consultato l'11 marzo 2013 (archiviato dall'url originale il 16 febbraio 2006).
- Sephardic Institute, su judaicseminar.org.
- Shiur.com.
- 613.org Jewish Torah Audio, su 613.org. URL consultato l'11 marzo 2013 (archiviato dall'url originale il 21 dicembre 2008).
- Tanach Study Center, su tanach.org.
- Torah from Dixie, su tfdixie.com. URL consultato l'11 marzo 2013 (archiviato dall'url originale il 5 marzo 2012).
- Torah.it, su archivio-torah.it.
- Torah.org.
- TorahVort.com.
- Union for Reform Judaism, su urj.org. URL consultato l'11 marzo 2013 (archiviato dall'url originale il 29 agosto 2008).
- United Hebrew Congregations of the Commonwealth, su chiefrabbi.org. URL consultato l'11 marzo 2013 (archiviato dall'url originale il 5 marzo 2016).
- What’s Bothering Rashi?, su shemayisrael.com.
- Yeshivat Chovevei Torah, su yctorah.org.
- Yeshiva University, su yutorah.org. URL consultato l'11 marzo 2013 (archiviato dall'url originale il 18 dicembre 2019).